# 세속적 인본주의

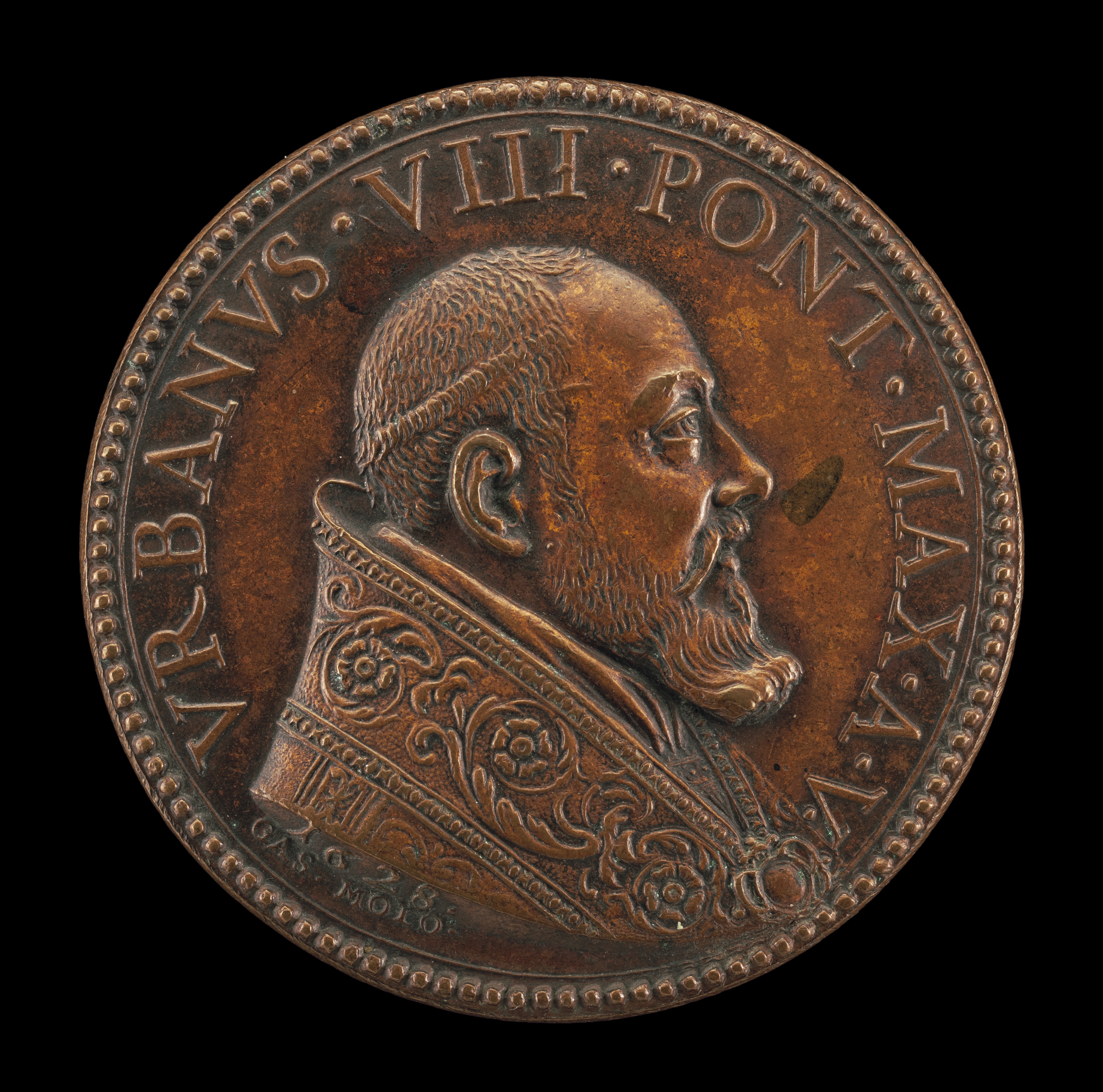

세속적 인본주의 (世俗的 人本主義, 영어: secular humanism) (또는 세속적 인본주의자들에 의해 인문주의라고 부르기도 한다)는 종교적 도그마, 초자연적 현상, 의사과학, 그리고 도덕과 의사결정을 결정하는데 있어서의 미신을 거부하면서 인간 이성, 윤리, 그리고 자연철학을 아우른다.
세속적 인본주의는 인류가 종교나 신없이도 윤리적이거나 도덕적으로 될 수 있는 것을 사실로 가정한다. 하지만 인류가 근본적으로 악하거나 선하다고 가정하지 않으며, 동시에 대자연에서 가장 우월한 동물이라는 가정도 하지 않는다. 오히려 인본주의자들의 가치관은 인류애와 인간의 결정의 윤리적 결과에 직면하는 특별한 책임의식을 강조한다.
세속적 인본주의의 기본 개념은 관념이 종교적이든 정치적이든 반드시 개인에 의하여 평가받아야 하고 쉽게 받아들여지거나 신념에 근거하여 거부하지 말아야 한다는 강한 관점이 밑바탕 되어있다. 이 기본 개념에 따라서, 세속적 인본주의의 중요한 부분 중 하나는 끊임없이 주로 과학과 철학을 통해 진리를 추구하는 노력을 받아들여야 한다는 것이다. 많은 인본주의자들은 그들의 도덕률을 공리주의, 자연주의 윤리, 진화적 윤리, 그리고 샘 해리스같은 몇몇 윤리학 옹호론자로부터 유래한다.
국제 인도주의 윤리연합(영어: International Humanist and Ethical Union, IHEU)은 백명 이상의 인본주의자, 이성주의자, 무신앙자, 무신론자, 브라이트 운동가, 세속주의자, 윤리 협회 운동가, 그리고 40개국 이상의 자유사상가 기구들이 있다. "행복한 인간 Happy Human"은 일반적으로 스스로 인본주의자라고 부르는 사람들 뿐만 아니라 국제 인도주의 윤리연합의 공식 상징이기도 하다. 세속적 인본주의자 기구들은 세계의 많은 국가에서 세워졌다. 스스로 인본주의자로 부르는 사람들은 전세계적으로 4~500만명으로 추정된다.

## 용어 유래
세속적 인본주의의 의미는 시간에 따라서 변화해왔다. 이 말은 1930년대 이전부터 쓰여온 것으로 보인다. 그리고 1943년, 캔터베리 대주교인 윌리엄 템플이 "기독교적 전통이 ...(중략)... 기독교적 신념이 없이 기독교적 가치를 유지하려는 '세속적 인본주의'에 의해 약화될 위기에 처했다"라고 말한 적이 있다. 1960년대와 1970년대에 이 말은 비록 다방면에서 겉으로는 종교에 비판적이지 않았지만 비종교적인 접근법을 선호한 사람들 뿐만 아니라 스스로 반종교적이라고 일컫는 일부 인본주의자들에 의해 수용된다. 1980년에 민주적 세속적 인본주의 의회(CODESH, 현재는 탐구의 중심지)가 발표한 인본주의자 선언문은 미국 내에서 세속적 인본주의가 기구적 정체성을 갖추게 해주었다.

## 같이 보기
- 효과적 이타주의
- 경험론
- 에피쿠로스 학파
- 비신론
- 객관주의
- 합리론
- 세속 종교
- 회의주의
- 스토아 학파
- 트랜스휴머니즘